# 3767 DiMaggio
3767 DiMaggio је астероид главног астероидног појаса са средњом удаљеношћу од Сунца која износи 2,603 астрономских јединица (АЈ).
Апсолутна магнитуда астероида је 11,6.